# Let it Snow, Baby... Let it Reindeer
Let it Snow, Baby... Let it Reindeer é o segundo álbum de Natal da banda Relient K, lançado a 23 de Outubro de 2007.
Este disco é um relançamento do primeiro álbum de Natal, Deck the Halls, Bruise Your Hand, mas com sete novas faixas, sendo os detalhes anunciados no Jesus Freak Hideout a 21 de Agosto de 2007, bem como pela IGN na mesma altura.

## Faixas
1. "Have Yourself A Merry Little Christmas" - 2:11
2. "Sleigh Ride" - 3:32
3. "Merry Christmas, Here's to Many More"* - 3:51
4. "Angels We Have Heard on High" - 1:55
5. "Deck the Halls" - 1:21
6. "12 Days of Christmas" - 3:33
7. "Silent Night/Away in A Manger" - 2:18
8. "I Celebrate The Day"* - 3:17
9. "In Like A Lion (Always Winter)"* - 3:44
10. "I'm Getting Nuttin' For Christmas" - 1:39
11. "We Wish You A Merry Christmas" - 2:12
12. "Santa Claus is Thumbing to Town"* - 2:43
13. "Handel's Messiah" - 1:09
14. "I Hate Christmas Parties"* - 4:36
15. "Boxing Day"* - 3:37
16. "Auld Lang Syne" - 2:53
17. "Good King Wenceslas" (Faixa escondida) - 3:17

### Edição de 2008
1. "Silver Bells" - 3:04
2. "God Rest Ye Merry Gentlemen" - 2:05
3. "O Holy Night" - 2:34

* Escritas por Matt Thiessen

## Créditos
- Matt Thiessen – Vocal, guitarra rítmica, piano
- Matt Hoopes – Guitarra, vocal de apoio
- Brian Pittman – Baixo (Faixas antigas apenas)
- Dave Douglas – Bateria, vocal de apoio (Faixas de 2003 e 2007 apenas)
- John Warne - Baixo, vocal de apoio (Faixas novas apenas)
- Jon Schneck - Guitarra rítmica, vocal de apoio (Faixas novas apenas)
- Ethan Luck - Bateria (Faixas de 2008 apenas)